# 扎納巴扎爾龍屬
扎納巴扎爾龍屬是傷齒龍科恐龍的一屬，生存於白堊紀晚期的蒙古。
扎納巴扎爾龍的化石發現於蒙古的耐梅蓋特層。在1974年，瑞欽·巴思缽（Rinchen Barsbold）認為這些化石屬於傷齒龍科，相當類似蒙古蜥鳥龍（Saurornithoides mongoliensis），於是將這些化石歸類於蜥鳥龍的第二個種，S. junior。在2009年，馬克·諾瑞爾（Mark Norell）與其同僚發現這兩個種有許多差異，於是將這個種建立為新屬，扎納巴扎爾龍（Z. junior）。屬名是以藏傳佛教第一世哲布尊丹巴扎納巴扎爾為名。
扎納巴扎爾龍是已知最大型的亞洲傷齒龍科恐龍之一，顱骨的長度為27.2公分，只有傷齒龍的顱骨大於扎納巴扎爾龍。